# 陳鴻碩
陳鴻碩（Victor Chen Hung Shek，1980年11月17日—），香港男歌手，是第一屆《超級巨聲》參賽者之一，曾為無綫電視基本藝人合約男藝員。

## 簡歷
陳鴻碩於台灣出生，為家中的獨生子。他在17歲時被父母送去澳大利亞求學，25歲完成財務碩士學位後返回台灣工作，之後又前往澳大利亞從事金融業工作（財務分析師）。
2009年，陳鴻碩參加第一屆《超級巨聲》，簽約無線電視，而正式入行。2010年，與許廷鏗、劉威煌、林師傑合組「Super 4」。2018年1月由經理人合約轉為基本藝人合約，同年亦加入了安盛金融成為理財顧問；2020年1月離開無綫，結束與無綫電視11年之賓主關係；
2023年，陳鴻碩參加《中年好聲音2》。

## 歌曲

### 個人身份
- 沙粒（曲）
- 電視劇《九江十二坊》主題曲《今朝有酒》（作曲人）

## 唱片

### 2010年
- 11月5日：《超級巨聲The Voice》

## 電視節目（TVB）
- 2009年：《超級巨聲》參賽者
- 2023年：《中年好聲音2》參賽者

## 演唱會
- 2010年6月8日：超級巨聲進軍紅館Super Voice演唱會

## 電視劇（無綫電視）
- 2012年：《雷霆掃毒》飾 手下（第20集）
- 2014年：《點金勝手》飾 廖總（第7、10集）
- 2014年：《我們的天空》飾 陳生（第3集）
- 2014年：《再战明天》飾 内地公安（第13集）
- 2014年：《老表，你好hea！》飾 二伯公侄（第18集）
- 2014年：《飛虎II》飾 律師（第6集）
- 2017年：《與諜同謀》飾 台灣刑警（第23集）
- 2017年：《誇世代》飾 行養夫（第42集）
- 2020年：《黃金有罪》飾 CID（第8集）

## 獎項

### 2011年
- 2010年度十大勁歌金曲頒獎典禮《傑出表現獎》銅獎（超級巨聲群星）